# 売上総利益
売上総利益（うりあげそうりえき、英: gross margin）とは、会社が1年でどれくらい利益を出したかを表すもので、売上高から売上原価を差し引いたもの。粗利益（あらりえき）、荒利益ともいう。
```
売上総利益(粗利) ＝ 売上高 － 売上原価
```

## 概要
売上原価は、売上に対応する原価なので、売上総利益も同様に売上に対応する利益ということになる。
例えば、7,000円の商品を100個仕入れて、1万円で80個売った場合、売上は80万円となるが、その時の売上原価は、70万円（仕入れた100個分に対する、100×7,000円）ではなく、56万円（売れた80個分に対する、80×7,000円）となる。7,000円で仕入れた商品を1万円で売ったので、売上総利益は24万円（80×3,000円）と計算される。この場合売れ残った20個は売上原価にせず、期末在庫という資産にする。

## 売上総利益率
売上総利益率（英: gross margin ratio）は、収益性分析の指標の一つで、売上総利益の売上に対する構成比を表す指標である。粗利率とも呼ばれる。企業が提供する商品またはサービスの競争力、販売力、製造効率を測るために利用される。
```
売上総利益率（％）＝ 売上総利益 ÷ 売上高 × 100
```

すなわち、
```
売上総利益率（％）＝（売上高 － 売上原価）÷ 売上高 × 100
```

である。